# Veni creator spiritus
Veni creator spiritus (zu deutsch: „Komm, Schöpfer Geist“) ist ein lateinischer Hymnus aus dem 9. Jahrhundert, der mehrheitlich Rabanus Maurus zugeschrieben wird. Nach einer These Heinrich Lausbergs ist er anlässlich des Aachener Konzils von 809 verfasst worden, um dessen Teilnehmer programmatisch auf den kaiserlichen Auftrag einzustimmen, die theologische Zulässigkeit der Einfügung des Filioque ins große Glaubensbekenntnis nachzuweisen. Als sicher gilt, dass der Hymnus im theologischen Umfeld dieses Konzils entstanden ist.
Der Hymnus zählt zu den wenigen Gebeten in der Liturgie der Westkirche, die sich direkt an den Heiligen Geist wenden. Spätestens seit dem 10. Jahrhundert wird er im Stundengebet als Hymnus der Vesper verwendet, und zwar lange Zeit in der Pfingstoktav, seit dem Wegfall dieser Oktav nach dem Zweiten Vatikanischen Konzil während der Pfingstnovene. Spätestens seit dem 11. Jahrhundert wird Veni creator spiritus auch bei Synoden, Weihen und Ordinationen gesungen. Auch beim Einzug der Kardinäle ins Konklave wird der Hymnus gesungen.

## Textgeschichte
Die Gedichte des Rabanus Maurus wurden zuerst 1617 von Christoph Brouwer nach einer alten Fuldaer Handschrift unter dem Titel Hrabani Mauri, ex Magistro et Fuldensi Abbate Archiepiscopi Moguntini, poemata de diversis veröffentlicht. Diese Handschrift reichte – wie aus anderweitig überlieferten Bruchstücken hervorgeht – als solche bis ins 10. Jahrhundert zurück, ist jedoch heute nicht mehr erhalten, so dass der Brower’sche Abdruck nun die Stelle dieser ältesten Quelle vertritt.
Daneben steht die jüngere Tradition liturgischer Bücher, die den Text teilweise auch mit Melodien überliefern. Wegen der großen Nähe des Hymnus zur Form eines jambischen Quaternars der klassischen lateinischen Metrik sind darüber hinaus an wenigen Stellen immer wieder in humanistischen Sinne kleine „Korrekturen“ vorgenommen worden.
In der Tradition der liturgischen Bücher stehen das Graduale Romanum (und der Liber Usualis), das katholische Gesangbuch Gotteslob (GL 341, 342 und 351), das evangelische Gesangbuch mit Martin Luthers Übertragung (EG 126) und das reformierte Gesangbuch der Schweiz (RG 499, 500).

## Text mit Übertragungen
Der Hymnus ist seit dem 12. Jahrhundert immer wieder übersetzt worden. Nach Franz Josef Worstbrock ist er der am häufigsten übersetzte Hymnus des deutschen Mittelalters. Im deutschen Sprachraum sind die heute am weitesten verbreiteten Fassungen neben dem lateinischen Text die Übersetzungen von Martin Luther und Heinrich Bone. In der Lutherschen Version ist allerdings die Reihenfolge der dritten und vierten Strophe vertauscht. Der Hymnus ist unter der Liednummer 341 ins Gotteslob aufgenommen worden. Bei der deutschsprachigen Fassung (Liednummer 342) handelt es sich um eine Kontrafaktur mit einer Übersetzung von Friedrich Dörr.
| Lateinischer Text (GL 341) | Martin Luther (1524) | Heinrich Bone (1847) |
| --- | --- | --- |
| 1. Veni, creator Spiritus, mentes tuorum visita: imple superna gratia, quae tu creasti pectora. 2. Qui diceris Paraclitus, donum Dei altissimi, fons vivus, ignis, caritas et spiritalis unctio. 3. Tu septiformis munere, dextrae Dei tu digitus, tu rite promissum Patris sermone ditans guttura. 4. Accende lumen sensibus, infunde amorem cordibus, infirma nostri corporis virtute firmans perpeti. 5. Hostem repellas longius pacemque dones protinus; ductore sic te praevio vitemus omne noxium. 6. Per te sciamus da Patrem noscamus atque Filium, te utriusque Spiritum credamus omni tempore. 7b. Deo Patri sit gloria et Filio, qui a mortuis surrexit, ac Paraclito, in saeculorum saecula. | 1. Komm, Gott Schöpfer, Heiliger Geist, besuch das Herz der Menschen dein, mit Gnaden sie füll, denn du weißt, daß sie dein Geschöpfe sein. 2. Denn du bist der Tröster genannt, des Allerhöchsten Gabe teu’r, ein geistlich Salb an uns gewandt, ein lebend Brunn, Lieb und Feu’r. 4. Du bist mit Gaben siebenfalt der Finger an Gotts rechter Hand; des Vaters Wort gibst du gar bald mit Zungen in alle Land. 3. Zünd uns ein Licht an im Verstand, gib uns ins Herz der Lieb Inbrunst, das schwach Fleisch in uns, dir bekannt, erhalt fest dein Kraft und Gunst. 5. Des Feindes List treib von uns fern, den Fried schaff bei uns deine Gnad, daß wir deim Leiten folgen gern und meiden der Seelen Schad. 6. Lehr uns den Vater kennen wohl, dazu Jesus Christ, seinen Sohn, daß wir des Glaubens werden voll, dich, beider Geist, zu verstehn. 7b. Gott Vater sei Lob und dem Sohn, der von den Toten auferstand; dem Tröster sei dasselb getan in Ewigkeit alle Stund. | 1. Komm, Schöpfer Geist, kehr bei uns ein, besuch das Herz der Kinder dein: Die deine Macht erschaffen hat, erfülle nun mit deiner Gnad. 2. Der du der Tröster wirst genannt, vom höchsten Gott ein Gnadenpfand, du Lebensbrunn, Licht, Lieb und Glut, der Seele Salbung, höchstes Gut. 3. O Schatz, der siebenfältig ziert, o Finger Gottes, der uns führt, Geschenk, vom Vater zugesagt, du, der die Zungen reden macht. 4. Zünd an in uns des Lichtes Schein, gieß Liebe in die Herzen ein, stärk unsres Leibs Gebrechlichkeit mit deiner Kraft zu jeder Zeit. 5. Treib weit von uns des Feinds Gewalt, in deinem Frieden uns erhalt, dass wir, geführt von deinem Licht, in Sünd und Elend fallen nicht. 6. Gib, dass durch dich den Vater wir und auch den Sohn erkennen hier und dass als Geist von beiden dich wir allzeit glauben festiglich. 7b. Dem Vater Lob im höchsten Thron und seinem auferstandnen Sohn, dem Tröster auch sei Lob geweiht jetzt und in alle Ewigkeit. |

Die letzte Strophe lautete im Rabanus-Text ursprünglich:
| 7. Praesta hoc, Pater piissime, Patrique compar unice, cum Paracleto Spiritu regnans per omne saeculum. | 7. Dies bewirke, liebster Vater, Und, dem Vater gleich, du Einziger, Zusammen mit dem Beistand Geist Herrschend in alle Ewigkeit. |

Weitere Übersetzungen stammen unter anderem von Angelus Silesius (1668) und von Johann Wolfgang von Goethe (9. April 1820).

## Aufbau des Hymnus nach Heinrich Lausberg
Der Hymnus ist in sieben ambrosianischen Hymnenstrophen verfasst und zeigt strukturell in besonderer Weise eine Verwandtschaft mit dem Hymnus Ave maris stella.
Die erste Strophe bittet als Proömium des ganzen Hymnus um die charismatische Gegenwart des Geistes. Erst nach sechs Strophen, mit der Anrede an den Heiligen Geist, richtet sich die siebente Strophe als Doxologie an die gesamte Dreifaltigkeit.
Das „Corpus“ des Gedichts bilden die Strophen 2 bis 6. Sie gehen von den bereits akzeptierten Bezeichnungen des Heiligen Geistes, nämlich Paraklet, Gabe Gottes, lebendiger Quell usw. aus und münden in die Formulierung „utriusque spiritum“, den theologischen Zielgedanken des Hymnus, nämlich die zu etablierende Lehre, der heilige Geist gehe nicht nur vom Vater aus, sondern als „beider Geist“ auch vom Sohn (Filioque).

„In der Tat läßt sich eine formale ,Preziosität‘ und eine auf das ,Erstpublikum‘ ausgerichtete ,Künstler-Eitelkeit‘ des Dichters nicht verkennen.“

Nach dem Ende des Konzils von Aachen war der Höhepunkt der Komposition – credamus in seinem ursprünglichen Sinn der Aufnahme der Filioque-Formulierung ins Credo – nicht mehr nachvollziehbar und wurde entweder im Sinne eines vertieften Glaubensverständnisses (wie bei Luther) oder einer intensivierten Glaubenskraft (wie bei Bone) umgedeutet.
In einigen überlieferten Fassungen ist die ursprüngliche siebente Strophe entfallen oder durch eine dichterisch kaum noch mit dem Rest des Hymnus verknüpfte Doxologie ersetzt worden.
Nach Lausberg liegen den einzelnen Strophen in gelehrten Anspielungen und ohne dass die jeweiligen Begriffe selbst genannt würden die sieben Gaben des Heiligen Geistes zugrunde, jedoch nicht in der Reihenfolge, wie sie bei Jes 11,2–3  genannt werden, sondern in umgekehrter Ordnung, die seit Augustinus als die für den Menschen besonders geeignete „pädagogische“ Abfolge gilt. Für Lausberg ergibt sich folgende Zuordnung:
| Strophe | Gabe         | lateinisch   | Erklärung |
| ------- | ------------ | ------------ | --- |
| 1       | Gottesfurcht | timor Domini | Zwischen den Worten imple superna gratia der ersten Strophe und der Wortkombination adimple eos Spiritu timoris tui aus dem Firmritus für Kinder im römischen Rituale besteht eine sprachliche Verwandtschaft. Zudem impliziert der Begriff creator (Schöpfer) in der ersten Strohe die Haltung der Gottesfurcht von Seiten des Geschöpfs. Nicht zuletzt steht die erste Strophe des Hymnus ähnlich isoliert wie die Gabe der Gottesfurcht in Bezug auf die übrigen sechs Gaben. |
| 2       | Frömmigkeit  | pietas       | Die Anrufung des Heiligen Geistes durch „consolatorische“ Namen verweist auf die Gabe der Frömmigkeit, die sowohl als „Barmherzigkeit Christi“ als auch als „Frömmigkeit des Menschen gegenüber Gott“ zu verstehen ist. |
| 3       | Wissenschaft | scientia     | Die Gabe der Wissenschaft ist der Sprachengabe zugeordnet, die in der dritten Strophe durch sermone ditans guttura angesprochen wird. |
| 4       | Stärke       | fortitudo    | Die Gabe der Stärke steht als Heilmittel gegen die in der vierten Strophe genannten infirmitas (Schwäche) des Menschen. |
| 5       | Rat          | consilium    | Die fünfte Strophe „bittet den heiligen Geist um den gegen die malitia wirkenden Spiritus consilii“, d. h. die Gabe des Rates. |
| 6       | Verstand     | intellectus  | Gemäß der sechsten Strophe erkennt der Gläubige durch den Heiligen Geist den Vater und den Sohn. Dies wiederum ist die eigentliche Funktion der Gabe des Verstandes. |
| 7       | Weisheit     | sapientia    | Die siebte Strophe als Beschreibung der eschatologischen Gottesschau entspricht der Gabe der Weisheit, die im irdischen Leben als Streben nach dem Endziel wirkt, im Erreichen des Endziels aber die Gabe des intellectus zur Vollendung bringt. |

## Vertonungen
Die älteste gregorianische Melodie (im achten Kirchenton) ist um das Jahr 1000 aus Kempten überliefert.

### Vokalwerke
- Perotinus: Veni Creator Spiritus.
- Guillaume de Machaut: Veni Creator Spiritus (M 21).
- Giovanni Pierluigi da Palestrina: Veni Creator Spiritus,  a 4 (in: Hymni totius anni..., Rom 1589).
- Orlando di Lasso: Veni Creator Spiritus,  zwei verschiedene Versionen für 5 und für 6 Stimmen.
- Tomás Luis de Victoria: Veni Creator Spiritus,  a 4.
- Carlo Gesualdo: Veni Creator Spiritus,  a  6  (in: Sacrae cantiones, liber II, 1603)
- Marc-Antoine Charpentier: Veni Creator Spiritus (H 69)
- Niccolò Jommelli: Veni Creator Spiritus, für Sopran, Chor, Streicher und b.c. (um 1750).
- Joseph Renner jun.: Veni Creator Spiritus für 8-stimmigen Chor, op. 34a (1898).
- Gustav Mahler: 1. Satz seiner 8. Sinfonie (1910). In diesem Werk setzt Mahler den Hymnus in Beziehung zur Schlussszene aus Goethes Faust II, die die Textgrundlage des zweiten Satzes darstellt.
- Karol Szymanowski: Veni Creator für Sopran, Chor und Orchester, op. 57 (1930).
- Carl Orff: Veni Creator Spiritus für zwei A-cappella-Chöre (1953).
- Johann Nepomuk David: Veni Creator Spiritus für gemischten Chor a cappella (1957).
- Hermann Schroeder: Veni creator Spiritus, Hymnus für großes Orchester op. 39 (1961/62).
- Alwin Michael Schronen: Veni creator Spiritus, Hymnus für 4stg. Männerchor a cappella (1995).
- Walter Steffens: Veni, Creator Spiritus für Klavier und gemischten Chor (1981).
- Carlo Pedini: Veni creator spiritus für Chor, Orgel und Flöte (2000).
- Meindert Boekel: Veni Creator Spiritus für Männerchor und Blasorchester. Wenige Stellen in der Partitur können mit einer Sopranistin besetzt werden.
- Cristóbal Halffter: Veni Creator Spiritus für Chor SATB, Ensemblechor mit Publikumsunterstützung, Orgel ad libitum und Instrumentalensemble.[13]

### Orgelbearbeitungen
- Hieronymus Praetorius: Veni Creator spiritus
- Samuel Scheidt: Veni Creator spiritus, aus: Tabulatura nova
- Nicolas de Grigny: Veni Creator, aus: Livre d’orgue.
- Johann Gottfried Walther: Choralvorspiele Komm, Gott, Schöpfer, Heiliger Geist, Nr. 68, 69 (Fuga in Consequenza, nella quale il Consequente seque la Guida per una Diapente grave sopra ’l Sogetto), 70.
- Johann Sebastian Bach: Choralvorspiel Komm, Gott, Schöpfer, Heiliger Geist BWV 667 (von Arnold Schönberg für Orchester bearbeitet).
- Otto Olsson: Gregorianska melodier op. 30 (1910).
- Maurice Duruflé: Prélude, Adagio et Choral varié sur le Veni Creator op. 4 (1930).
- Zoltán Gárdonyi: Partita sopra Veni Creator Spiritus (1958).
- Jean Langlais: Trois Méditations sur la Sainte Trinité : Le Père – Le Fils – Le Saint Esprit (1962).
- Peter Maxwell Davies: Veni Creator Spiritus op. 225 (2002).[14]
- Ludger Stühlmeyer: Komm, Heilger Geist, der Leben schafft (2016).
- Zsolt Gárdonyi: Toccata Veni Creator Spiritus (2020)

### Sonstige musikalische Bearbeitungen
- Ross Edwards: Veni Creator Spiritus für Streichorchester (1997).[15]
- Karlheinz Stockhausen: Klang – 2. Stunde: Freude für zwei Harfen (2005).[16][17]
- Patrick Pföß: Hauch (über den Hymnus „Veni Creator Spiritus“) für Horn, Streicher und Orgel (2019).

## Rezeption
Der Titel des Hymnus bildet das Schlusswort des Stuttgarter Schuldbekenntnisses, das im Herbst 1945 um den neuen Geist für die evangelischen Kirchen nach dem Zweiten Weltkrieg bittet.